# Hoya santiagoi
Hoya santiagoi är en oleanderväxtart. Hoya santiagoi ingår i släktet Hoya och familjen oleanderväxter.

## Underarter
Arten delas in i följande underarter:
- H. s. mandozae
- H. s. santiagoi